# Nickelodeon
«Nickelodeon» — дитячий платний телевізійний канал. Створений 1977 року в США під назвою «Pinwheel». З 1 квітня 1979 почав мовлення по всій території США як «Nickelodeon». Належить підрозділу Paramount Media Networks компанії Paramount Global. Штаб-квартира каналу знаходиться в Нью-Йорку. Канал орієнтований на аудиторію віком від 0 до 14 років. Зараз транслюється майже всіма мовами світу та майже по всьому світу.
Канал був вперше протестований у 1977 році як частина QUBE, ранньої системи кабельного телебачення, що транслюється в Колумбусі, штат Огайо. На каналі C-3 в ефір виходило навчальне шоу Pinwheel, розроблене Вівіаном Хорнером. Pinwheel добре зарекомендував себе в абонентів QUBE, і Хорнер прагнув розширити свою програму до повноцінного каналу на національному телебаченні. Канал був названий «Nickelodeon» і був запущений для нової загальнонаціональної аудиторії 1 квітня 1979 з першою програмою «Pinwheel». Канал спочатку був безкоштовним і показував рекламу до 1984 року. Засновником був Warner Communications (зараз як WarnerMedia, власник телеканалів: Cartoon Network, Boomerang, Adult Swim та HBO), зрештою продав Nickelodeon разом із дочірніми каналами MTV та VH1 компанії Viacom у 1986 році.
Протягом усієї своєї історії Nickelodeon вводив дочірні канали та тематичні програмні блоки. 4 січня 1988 з'явився Nick Jr, денний блок призначений для дітей дошкільного віку, пізніше 2 лютого 1999 був запущений як телеканал. 11 серпня 1991 року з'явився ще один блок ― Nicktoons. Незабаром у 2002 році, Nicktoons зрештою був представлений як окремий телеканал. У 1999 році Nickelodeon у партнерстві із Sesame Workshop запустили Noggin, освітній канал. Два блоки, призначені для підліткової аудиторії: TEENick та The N були об'єднані в окремий канал TeenNick у 2009 році.
Станом на вересень 2018 року канал Nickelodeon могли приймати близько 87,167 млн домогосподарств у США.

## Історія
Нікелодеон (англ. Nickelodeon від Nickel — монета в п'ять центів + грец. Odeon — театр) — назва кінотеатрів, що з'явилися в Америці на початку XX століття. Перші десять років (1895—1905), кінематограф мав мандрівний характер. Тобто егзибітор («exhibitor», людина, що демонструє фільми) їздив з набором картин по різних районах і показував свої фільми. Іноді це були спільні поїздки з «театром-водевілем», і тоді демонстрація фільмів поєднувалася з різними естрадними номерами. Ремісничу систему підірвали два найважливіші нововведення. По-перше, енергійні брати Майлз винайшли прокат. Вони зміркували, що егзибіторів можна спокусити брати більше фільмів і частіше змінювати програму, якщо запропонувати не купувати фільми, а брати на якийсь час, усього за 20 % їх ціни. Перший «exchange» — обмінний або прокатний пункт братів Майлз відкрився в 1903 році у Сан-Франциско. Через чотири роки таких пунктів було вже 150 по всій країні. Так було закладено ту могутню посередницько-прокатну система, яка зараз є одним з наріжних каменів американської кіноіндустрії.
І, по-друге, в 1905 році в Пітсбурзі екзибітори, підбадьорені можливостями, які пропонувало їм введення прокату, зважилися на нову форму показу. Розрахувавши, що тепер на демонстрації одержуваних порівняно дешево фільмів значно менше шансів прогоріти, а можна і заробити, Джон Гарріс та його зять Гарі Девіс ризикнули зняти порожній магазин і пристосувати його виключно для показу кінострічок. Щоб підкреслити дешевизну квитків і водночас респектабельність свого закладу, прикрашеного театральними аксесуарами і забезпеченого піаніно для музичного супроводу сеансів, власники назвали його «Нікельодеоном». З цієї миті почався «нікельодеоновий» бум. Кінематограф вирвався з театру-водевілю на власні підприємницькі простори.
Про цей період історії розповів американський режисер і критик Пітер Богданович у фільмі «Нікелодеон» (1970).

### 1977—1979: перші роки
1 грудня 1977 року підрозділ Warner Cable Communications від Warner Communications запустив першу систему двостороннього інтерактивного кабельного телебачення під назвою QUBE у Колумбусі, штат Огайо. Вона також функціонувала в інших містах цього штату: Цинциннаті, Індіанаполіс, Кентон, Акрон, Клівленд. Система QUBE пропонувала 30 телевізійних каналів для своїх глядачів (10 ефірних, 10 платних та 10 каналів спільноти ― це було проривом для того часу.) Одним із таких спеціалізованих каналів був розважальний канал «Channel C-3», який почав тестуватися з 1 грудня 1977 року. На ньому щодня ексклюзивно транслювалося шоу Pinwheel з 7:00 до 21:00 за східним часом, створене Вівіаном Хорнером. Nickelodeon був не єдиним каналом Warner Cable Communications, який тестувався перед запуском: дочірній канал MTV також спочатку був протестований як Sight on Sound. У квітні 1978 року список платних каналів та каналів спільноти було змінено. У 1980 році в цій системі вже транслювалося 60 каналів (ефірні, спортивні, музичні і т.д.). Але вже після кількох років своєї роботи, 1984 року, система QUBE припинила своє існування.
Спочатку Nickelodeon вважався збитковим каналом для тодішньої материнської компанії Warner Cable.

### 1979—1984
Початковий запуск був запланований на лютий 1979, але канал був запущений 1 квітня 1979, як перший дитячий канал у Warner Cable по всій країні. Перші шоу для Nickelodeon були Pinwheel, Video Comic Book, American Goes Bananaz, Nickel Flicks, і By the Way, всі вони були створені на студіях QUBE в Колумбусі. Шоу Pinwheel було настільки популярно, що його транслювали від трьох до п'яти годин на день у власному блоці.
Вівіан Хорнер попросив своїх колег допомогти скласти список можливих назв для каналу. Сенді Кавано (продюсер Pinwheel) запропонувала «Nickelodeon». Перший логотип каналу та оригінальна назва рекламної кампанії були створені креативним директором/дизайнером із Нью-Йорка Джозефом Іоцці.
Nickelodeon швидко розширив охоплення аудиторії, спочатку інші кабельні системи Warner по всій країні, а потім і на інших провайдерів кабельного телебачення, також через супутник RCA Satcom-1. Незважаючи на свою попередню історію як частину системи QUBE, Nickelodeon визначає 1979 рік як рік офіційного запуску каналу.
Канал транслювався 13 годин кожен будень день з 8:00 до 23:00 та 14 годин у вихідні з 8:00 до опівночі за східним та тихоокеанським часом. Дочірній канал Star Channel (пізніше перейменована на The Movie Channel у листопаді 1979 року) працював у неробочий ефірний час на частотах Nickelodeon.
14 вересня того ж року American Express досягла угоди з Warner Communications про купівлю 50% Warner Cable Corporation за 175 мільйонів доларів. В результаті було створено спільне підприємство, яке було зареєстроване у грудні 1979 року, Star Channel і Nickelodeon були об'єднані у Warner-Amex Satellite Entertainment (пізніше Warner Cable Communications).
У 1980 році вийшли кілька нових шоу «Dusty's Treehouse», «First Row Features», «Special Delivery», «What Will They Think Of Next?», «The Third Eye», «Standby ... Lights! Camera! Action!», «Mr. Wizard's World» та «Livewire».
У 1981 році був представлений новий логотип, що складається з диско-кулі, на яку накладено різнокольоровий текст Nickelodeon. Наприкінці того ж року на каналі вийшов канадський комедійний серіал You Can't Do That on Television, який відразу став хітом.
Зелений слиз, спочатку показаний у цій програмі, був пізніше використаний Nickelodeon як основний елемент багатьох своїх шоу, включаючи ігрове шоу Double Dare.
12 квітня 1981 року час мовлення скоротився на кілька годин і тепер він мовив з 8:00 до 21:00 за східним та тихоокеанським часом, сім днів на тиждень. До цього моменту Movie Channel став окремим цілодобовим каналом, і Nickelodeon почав ділити частоту з Alpha Repertory Television Service (ARTS), що належить Hearst Corporation.

### 1984—1996
У 1984 році канал став збитковим через деякі шоу, яким не вдалося здобути популярність протягом декількох років, в якийсь момент Nickelodeon посів останнє місце серед усіх кабельних каналів США. Після звільнення керівного складу президент MTV Networks Боб Піттман звернувся до Фреда Зайберта і Алана Гудмана (вони кілька років тому затребували MTV), щоб «оживити» Nickelodeon, що призвело до «золотого віку» каналу.
Компанія Зайберта та Гудмана — Fred/Alan Inc., об'єдналася з Томом Корі та Скоттом Нешем із рекламної фірми Corey McPherson Nash для ребрендингу каналу. Логотип «пінбол» було змінено на новий із різноманітним помаранчевим фоном із написом «Nickelodeon» з використанням шрифту Balloon. Fred/Alan Inc. також звернувся за допомогою до аніматорів, сценаристів, продюсерів The Jive Five для створення нового оформлення. Ребрендинг пройшов 1 жовтня 1984 року і протягом шести місяців Nickelodeon став домінуючим каналом з дитячими програмами і залишиться таким протягом 26 років, навіть у розпал конкуренції останніми роками з боку інших дитячих каналів, таких як Disney Channel та Cartoon Network. Nickelodeon почав просувати себе як «Перший дитячий телеканал» через свій статус як перший американський канал націлений на дитячу аудиторію. Nickelodeon почав приймати традиційну рекламу.
Влітку 1984 року A&E оголосила, що з січня 1985 року стане окремим цілодобовим каналом після того, як A&E перестане мовити на частоті каналу. Nickelodeon через деякий час також став цілодобовим каналом. Піттман доручив генеральному менеджеру Джеральдін Лейборн розробити програму для вечірнього і нічного часу, щоб допомогти з ідеями, Лейборн також залучив Зайберта і Гудмана, ті придумали ідею класичного телевізійного блоку, змодельованого на зразок старого радіо формату «Найвидатніші хіти всіх часів». 1 липня 1985 року Nickelodeon запустив новий нічний блок Nick at Nite, який працював з 20:00 до 7:00 ранку за східним та тихоокеанським часом. У 1986 році, Warner Communications купує свою частку в Warner-Amex у American Express, яка в травні 1986 року також продала частку мережу каналів MTV Networks (організована в червні 1984-му), що включає Nickelodeon, MTV і VH1, компанії Viacom за 685 мільйонів доларів, що поклало край Warner Communications в області дитячого телебачення до тих пір, поки вони не придбали Cartoon Network в 1996 році. В 1988 канал почав транслювати першу церемонію Nickelodeon Kids' Choice Awards (раніше відома як The Big Ballot), телепередачу в дусі «Вибір народу», також був представлений освітній програмний блок під назвою Nick Jr..
7 червня 1990 року Nickelodeon відкрив дві студії Nickelodeon Studios та Universal Studios Florida в Орландо, Флорида, де знімалося багато ситкомів та ігрових шоу. Канал також уклав багатомільйонну маркетингову угоду з Pizza Hut.
З початку 1990-х канал почав виробляти власні мультсеріали, до цього канал закуповував у сторонніх виробників. 11 серпня 1991 року було запущено дочірній канал Nicktoons із трьома оригінальними мультсеріалами: «Даг», «Невгамовні» і «Шоу Рена та Стімпі». Три мультсеріалу досягли успіху до 1992 року, коли «Шоу Рена і Стімпі» в якийсь момент став найпопулярнішим телешоу. Це призвело до створення четвертого мультсерилу «Нове життя Рокко», який також мав успіх.
15 серпня 1992 року з'явився ранковий блок SNICK, на якому були представлені нові телешоу, такі як: «Ти боїшся темряви?». «Кларисса», «Шоу Аманди», «Кінан і Кел».
У 1994 році Nickelodeon запустив «Велику допомогу«, яка породила додаткову програму «Велика зелена допомога« у 2007 році. Програма призначена для активності дітей та збереження навколишнього середовища. У тому ж році канал прибрав із сітки мовлення You Can't Do That on Television (шоу завершилося ще в 1990-му році, проте на Nickelodeon ще чотири роки показували повтори) і замінив його новим скетч-шоу All That, який започаткував у кар'єрі кількох акторів: Кінана Томпсона, Аманді Байнс та Джеймі Лінн Спірс. Ден Шнайдер, один із виконавчих продюсерів шоу, створюватиме і продюсуватиме численні серіали для Nickelodeon, включаючи: «Шоу Аманди», «Дрейк і Джош», «Зоуї 101», «iCarly», «Вікторія-переможниця», «Сем і Кет», «Небезпечний Генрі» та «Ігродели» аж до початку 2018 року. Також у 1994 році вийшов мультсеріал «ААА! Справжні монстри», який також став хітом каналу.

### 1996—2005
13 лютого 1996 року Херб Сканнелл був призначений президентом Nickelodeon, змінивши Джеральдіна Лейборна. Приблизно водночас було запущено додатковий канал TV Land. В 1997 Альбі Хехт став президентом відділу кіно і телебачення Nickelodeon, а до 2003 пішов і став президентом мережі Paramount Network (раніше Viacom TNN).
Nickelodeon випустив свій перший повнометражний фільм у кінотеатрах у 1996 році, адаптацію у Louise Fitzhugh роману Гаррієт Шпіон у головній ролі Мішель Трахтенберг та Розі О'Доннелл. Фільм заробив удвічі більше за свої 13 мільйонів доларів. Через два роки після успіху, Nickelodeon представила фільм «Карапузи», який зібрав понад 100 мільйонів доларів у США і став першим анімаційним фільмом, що не належить до Діснея, який перевищив цю суму.
28 квітня 1998 Nickelodeon і Sesame Workshop об'єднали свої зусилля, щоб вкласти 100 мільйонів доларів у створення освітнього телевізійного бренду для дітей та підлітків віком від 6 до 12 років. Noggin був запущений 2 лютого 1999 року і транслював програми як із Sesame Workshop, так і з архівних бібліотек Nickelodeon.
1 травня 1999 року відразу після вручення нагороди Kids Choice Awards на каналі був показаний анонс мультсеріалу «Губка Боб Квадратні Штани». Він став найпопулярнішим історія каналу і залишається дуже популярним донині.
У березні 2004 року Nickelodeon і Nick at Nite були розділені в рейтингах Nielsen і в загальному денному рейтингу через різницю в програмах, рекламодавцях та цільових аудиторіях цих двох каналів. Це викликало суперечки серед керівників, які вважали, що це маніпулювало рейтингами з огляду на те, що Nick at Nite займає лише частину розкладу Nickelodeon. Nickelodeon і Nick at Nite у відповідні періоди вважають лише годинник, протягом якого кожен з них працює в рамках загального денного рейтингу, хоча Nickelodeon оцінюється тільки для денного рейтингу: це пов'язано з постановою Nielsen у липні 2004 року, згідно з якою канали мають програмуватися 51% або більше тривалості доби, щоб претендувати на рейтинги певної частини доби.
14 червня 2005 року Viacom вирішила розділитися на дві компанії в результаті зниження показників її акцій, що, за словами Самнера Редстоуна «було необхідно для реагування на галузевий ландшафт, що змінюється». Обидві отримані компанії контролюватимуть National Amusements, материнська компанія Viacom. У грудні 2005 року Nickelodeon і частина підрозділу MTV Networks, що залишилася, а також Paramount Pictures, BET Networks і Famous Music (звукозаписний лейбл, який був проданий в 2007 році) були виділені в новий Viacom. Початкова Viacom була перейменована в CBS Corporation і зберегла за собою CBS та інші активи мовлення: Showtime Networks і Paramount Television, рекламну фірму Viacom Outdoor (яка була перейменована в CBS Outdoor), Simon & Schuster і Paramount Parks (який пізніше був проданий).
Студії Nickelodeon закрилися в 2005 і були перетворені в Blue Man Group Sharp Aquos Theater в 2007 році. Канал перемістив свої серіали в студію Nickelodeon on Sunset у Голлівуді, Каліфорнія. У 2005 році відбулася прем'єра анімаційного серіалу «Аватар: Легенда про Аанга», який став хітом каналу.

### 2006—2018
4 січня 2006 року Херб Сканнелл пішов з Nickelodeon. Сайма Заргамі був призначений на його місце президентом нещодавно сформованої Kids & Family Group, до якої увійшли: Nickelodeon, Nick at Nite, Nick Jr, TeenNick, Nicktoons, TV Land, CMT та CMT Music.
У 2007 році Nickelodeon уклав чотирирічний договір із Sony Music про створення музичних телешоу для каналу, допомогу у фінансуванні та випуску додаткових альбомів, а також створення оригінальних саундтреків, які можна було б випускати як сингли. The Naked Brothers Band — серіал, який розповідає про підліткову рок-групу, яку очолює двоє реальних братів, які пишуть і виконують пісні, транслювався з 2007 по 2009 рік: був успішним для дітей від 6 до 11 років. До лютого 2007 року пісня гурту «Crazy Car» потрапила до Billboard Hot 100, а альбоми саундтреків перших двох сезонів, кожен з яких був підписаний на Columbia Records, також потрапили до Billboard 200. Єдиний серіал, який отримав «зелене світло», випущений у рамках партнерства Sony Music ― «Вікторія-переможниця», виходив з 2010 по 2013 рік. Аналогічний ситком на музичну тему був «Big Time Rush», виходив з 2009 по 2013 рік і був у партнерстві з Columbia Records, однак Columbia Records була залучена тільки в музичне шоу, а Sony Music брала участь у виробництві в першому сезоні серіалу. Це стало другим після «iCarly» телешоу, яке стало успішним на Nickelodeon за весь час. «Big Time Rush» дивилося 6,8 мільйона глядачів під час прем'єри 18 січня 2010 року, встановивши новий рекорд як найвищий рейтинг в історії каналу.
У 2008 році був запущений Nickelodeon HD з однаковою сіткою мовлення, як у основного каналу.
Новий логотип був представлений 28 вересня 2009 на Nickelodeon, Nick at Nite, Nicktoons, разом з недавно запущеними TeenNick і Nick Jr. Логотип було створено єдиного зовнішнього вигляду всім дитячих телеканалів MTV Networks і розроблений креативним директором/дизайнером з Нью-Йорка Еріком Зимом.
Новий логотип був також представлений: у Великій Британії 15 лютого 2010 року, в Іспанії 19 лютого 2010 року, у Росії 1 березня 2010 року, у Південно-Східній Азії 15 березня 2010 року, у Латинській Америці 5 квітня 2010 року, в Індії 25 червня 2010 року тощо. 2 листопада 2009 року була запущена канадська версія Nickelodeon у партнерстві між Viacom та Corus Entertainment.
У жовтні 2009 року та вересні 2010 року, відповідно, Viacom купила дві франшизи Черепашки-ніндзя та Winx Club. Студія анімації Nickelodeon випустила новий анімаційний серіал про Черепашок-ніндзя та нові сезони Winx Club. Обидва мультсеріали включали в стратегію Nickelodeon із перезапуску двох відомих брендів для нових глядачів: TMNT був призначений для чоловічої аудиторії віком від 6 до 11 років, а Winx був націлений на ту ж вікову групу тільки для жінок. У лютому 2011 року Viacom викупила третину Rainbow SpA італійської студії, яка володіла Winx Club. Купівля була оцінена в 62 мільйони євро (83 мільйони доларів США) і призвела до появи нових шоу, спільно розроблена Rainbow і Nickelodeon, включаючи My American Friend та Club 57. Крім того, в 2011 році вийшов серіал Обитель Анубіса (заснований на Het Huis Anubis від відділення Nickelodeon Netherlands і випущений у 2000-ні роки). Створений у Великій Британії, це був перший оригінальний серіал американського каналу, який знімався повністю за межами Північної Америки.
У 2011 році рейтинги каналу почали знижуватись серед усіх дитячих каналів, до кінця року аудиторія різко скоротилася на користь Disney Channel. У тому ж році MTV Networks була перейменована на Viacom Media Network. 17 липня 2014 телеканал почав транслювати новий конкурс Kids Choice Sports, спін-оф конкурсу Kids Choice Awards, на якому участь приминали спортсмени.
З 2016 року канал почав робити телевізійні фільми на основі своїх старих мультсеріалів, таких як «Легенди загубленого храму», «Гей, Арнольде!», «Нове життя Рокко» та «Загарбник Зим». Перші два транслювалися на каналі Nickelodeon, а прем'єра двох останніх відбулася у серпні 2019 року на Netflix.

### 2018—т. ч.
У червні 2018 року Сайма Заргамі пішов з поста президента Nickelodeon після 33 років роботи на каналі. У жовтні 2018 року Браян Роббінс змінив його на посаді президента Nickelodeon.
У серпні 2019 року Viacom придбав студію Paws Inc. і почав транслювати Гарфілда на дочірніх каналах Nickelodeon; також планується створення нового мультсеріалу.
У середині листопада 2019 року Nickelodeon та Netflix підписали багаторічну угоду про виробництво контенту для створення кількох оригінальних анімаційних серіалів та телесеріалів на основі персонажів Nickelodeon, які конкуруватимуть із новим потоковим сервісом Disney+. Після повторного злиття Viacom з CBS Corporation з утворенням ViacomCBS, наприкінці 2019 року більшість контенту Nickelodeon було перенесено на стрімінговий сервіс Paramount+ (раніше CBS All Access).
У рамках повторного злиття Viacom та CBS у 2019 році підрозділ Viacom Media Networks було перейменовано на ViacomCBS Domestic Media Networks.
4 березня 2021 року вийшов мультсеріал «Табір «Корал»: Дитинство Губки Боба» (спін-офф Губки Боба) та фільм «Губка Боб у бігах». ViacomCBS оголосила, що інший контент, заснований на класичних серіях телеканалу, буде випущений на Paramount+ у майбутньому, включаючи адаптацію The Fairly OddParents, перезапуск Невгамовних та ICarly.
CBS Sports почала співпрацювати з Nickelodeon у висвітленні Національної футбольної ліги, дозволивши дитячому каналу імітувати молодіжну версію гри плей-офф Wild Card на початку 2021 року, випущену CBS. Пізніше Nickelodeon також почне висвітлювати CBS Super Bowl LV цього ж року, а спеціальні програми та інтернет-контент, що стосуються самої гри, будуть пов'язані з брендом Nickelodeon.
4 березня 2023 року було проведено ребрендинг, який включав оновлену версію логотипу та нове оформлення. Сам логотип зберігає шрифт 2009 року, проте тепер додає знамениту ляпку, схожу на варіант 1984 року.

## Програмні блоки

### Nick Jr
Nick Jr. ― Дитячий телевізійний канал. Почав своє мовлення 4 січня 1989 як блок на Nickelodeon. 2 лютого 1999 року телеканал запустив своє окреме телемовлення по всій території США. В основному транслює мультсеріали свого виробництва для найменших дітей від 1 до 7 років, такі як «Щенячий патруль», «Спалах та чудо-машинки», «Даша-мандрівниця», «Rusty Rivers», «Shimmer and Shine» , «Нелла, відважна принцеса», «Sunny Day», «Крилатий патруль», а також інші мультсеріали стороннього виробництва «Три кота», «Нові пригоди», «Телепузики», «Свинка Пеппа» та інші. 2009 року телеканал запустив своє HD-мовлення, а 2010 року перейшов на широкоформатне мовлення 16:9. Також телеканал веде мовлення на території Великобританії, Франції, Німеччини, Австралії, країнах СНД та ряду інших країн світу.
Восени 2000 року телеканал перейшов на цілодобове мовлення, а 2009 року припинилося мовлення блоку на Nickelodeon, хоча незважаючи на це, мультсеріали Nick Jr. продовжують транслюватись на Nickelodeon, але логотип Nickelodeon більше не адаптувався під логотип Nick Jr. 2 лютого 1999 року було запущено телеканал Noggin. Спочатку він мовив на одній частоті разом із телеканалом Nick Jr., але лише у 2002 році отримав окреме цілодобове телемовлення. 2005 року Noggin вперше провів Парад на День подяки в Детройті, штат Мічиган, а 2006 року телеканал перейшов на цілодобове мовлення. Також з 2004 до 2011 року ці канали мовили і як блок на телеканалі CBS.

### Час мовлення
З 2000 року, як телеканал, цілодобово.
З 2018 року, як блок на Nickelodeon ― 8:00-15:00 (будні), 7:30-9:00 (субота), 7:30-8:30 (неділя).

### Nick Jr. в інших країнах
З 1993 року телеканал Nick Jr. почав мовлення у Великій Британії, а потім поширився по всьому світу. 1 листопада 2011 року телеканал Nick Jr. був запущений на російському телебаченні та в країнах СНД.
На даний час в ефір виходять блоки Nick Jr. та Nick's Saturday Night.
Nick Jr. ― Програмний блок, орієнтований на дітей дошкільного віку і виходить по буднях з 8:30 до 14:00 (EST) (влітку з 7:00 до 10:00). У 2016 році в цьому блоці виходять Спалах та диво-машинки, Команда Умізумі, Даша-мандрівниця, Три коти, Гуппі та бульбашки, Щенячий патруль та інші.
Nick's Saturday Night — подвійний блок, що виходить в ефір у суботу: ранковий блок анімаційних серіалів з 9:00 до 13:30 (EST) та блок у прайм-тайм з 20:00 до 22:00 (EST). У ранковому блоці транслюється «Губка Боб Квадратні Штани», «Черепашки-ніндзя», «Могутні рейнджери: Діно Лють», а в прайм-тайм ― «Грізна сімейка» і «Небезпечний Генрі».
Раніше в ефір виходили:
- SNICK (скор. від Saturday Night Nickelodeon) - перший суботній прайм-тайм-блок, що виходив в ефір у вечірній час і орієнтований на глядачів підліткового віку. Блок розпочав мовлення 15 серпня 1992 року. Основу сітки мовлення складали «Кларисса», «Чи боїшся ти темряви?», «Шоу Рена і Стімпі» та інші серіали. В основному до блоку включалися телесеріали, але періодично могли транслюватися і мультсеріали. Блок SNICK було закрито 28 серпня 2004 року.
- Nick in the Afternoon ― літній денний блок, що випускався з 1995 по 1997 рік.
- U-Pick Live (у 1999-2001 роках U-Pick Friday) - передвечірній блок, що виходив в ефір з 17:00 до 19:00 з 14 жовтня 2002 по 27 травня 2005 року.
- TEENick ― підлітковий блок, який виходив в ефір з 6 березня 2001 по 2 лютого 2009 по неділях з 18:00 по 21:00.

### Особливі трансляції
- Nickelodeon Kids' Choice Awards ― півторигодинне щорічне шоу-премія, що проводиться в останню суботню ніч березня. Переможців шоу обирають голосуванням глядачі телеканалу.
- Nickelodeon Kids' Choice Sports Awards ― спортивне шоу, спін-офф попереднього, яке проводиться в липні за аналогічною процедурою голосування.
- День, коли час грати (Worldwide Day of Play) — щорічна подія, що проводиться суботнім вечором наприкінці вересня — на початку жовтня або в серпні, спрямована на збільшення підліткової активності на свіжому повітрі.

## Споріднені телепроекти

### Телеканали
- Nick at Nite (nick@nite) — блок, орієнтований на дорослих, що виходить в ефір у нічний час;
- Nicktoons — цифрова кабельна та супутникова мережа, що веде мовлення як старі мультсеріали, серіали та шоу, так і нові;
- Nick Jr. — цифрова кабельна та супутникова мережа, орієнтована на дітей дошкільного віку;
- TeenNick — цифрова кабельна та супутникова мережа, орієнтована на підлітків та молодь;
- NickMusic — цифрова кабельна та супутникова мережа, орієнтована на мовлення відеокліпів та музичних передач для цільової аудиторії каналу Nickelodeon;
- TV Land — базова кабельна та супутникова мережа, заснована на блоці Nick at Nite, транслювала класичні телесеріали 1950-1970-х років, а з 2004 року — серіалів 1980-1990-х і пізніше — до 2000-х років. З 2008 року канал виготовляє власні серіали;
- NickRewind — цифрова кабельна та супутникова мережа, що веде мовлення старі мультсеріали та серіали. Виходить у ефір на каналі TeenNick;
- Nickelodeon Games and Sports for Kids (Nickelodeon GAS, Nick GAS) — колишня цифрова кабельна та супутникова мережа, що транслювала дитячі ігрові та спортивні шоу, а також інші програми змагання Nickelodeon. Припинила мовлення у 2007 році;
- NickMom — програмний блок, що випускався в ефір на каналі Nick Jr. до 2015 року. Блок був орієнтований на молодих матерів.

### Інші медіапроекти
- Nick.com — основний веб-сайт мережі Nickelodeon, запущений у жовтні 1995 як частина каналу Kids Only компанії America Online[84]. На сайті можна знайти відео та повні епізоди мультсеріалів Nickelodeon. Популярність сайту швидко зростала, і в березні 2001 року Nick.com був найрейтинговішим сайтом серед аудиторії 6-14 років. У 2001 році Nickelodeon разом із партнерами Networks Inc. почав випускати мережеві ігри для Nick.com;
- Nickelodeon Movies — підрозділ Nickelodeon для виробництва художніх та мультиплікаційних фільмів, заснований у 1998 році;
- Nickelodeon Magazine — друкований журнал, що випускається з 1993 року. Включається нехудожні інформаційні блоки, гумор (включаючи пранки та пародії), інтерв'ю, рецепти, комікси та інші розділи, орієнтовані на дитячу аудиторію. Видання журналу було припинено у грудні 2009 року, але з червня 2015 року воно було відновлено у співпраці з видавництвом Papercutz;[85]
- Nick Radio — мережа радіомовлення, запущена 30 вересня 2013 при співпраці з iHeartMedia. Мовлення відбувалося в основному через веб-платформу та мобільні програми iHeartRadio, а також на сайті Nick.com та нью-йоркської міської радіостанції WHTZ. На Nick Radio можна почути поп-музику, інтерв'ю з відомими персонами, чарти (Top 40) та інші розважальні передачі, орієнтовані цільову аудиторію Nickelodeon;[86][87]
- Nick App — безкоштовний мобільний додаток для смартфонів та планшетних комп'ютерів, що працюють на платформах компанії Pier та Android. Запущено у лютому 2013 року[88]. Як і Nick.com, надає можливість перегляду окремих епізодів мультсеріалів у мережі;
- Nickelodeon Toys — займається виробництвом дитячих іграшок на основі мультсеріалів та шоу каналу Nickelodeon;
- Nickelodeon Rewind — додатковий бренд для реалізації DVD-дисків, цифрових матеріалів, телевізійних блоків, футболок та інших товарів, що стосуються програм, які раніше транслювалися на каналі[89].

## Nickelodeon в Україні
До 1 червня 2023 року окремої локалізованої версії для України телеканал Nickelodeon не мав. Однак з 2003 року в Україні поширювався російськомовний телеканал «Nickelodeon Central and Eastern European», який було засновано 15 листопада 1998 року для мовлення у країнах СНД та Балтії.
Проте програми Nickelodeon українською були представлені в Україні у вигляді «блоків» на інших телеканалах.
Блок Nickelodeon на ICTV (1998—2006)
- 1998 — Невгамовні;[90]
- 1998 — Гей, Арнольде!;[91]
- 2001 — Справжні монстри;[92]
- 2001 — Сучасне життя Рокко;[93]
- 2001 — Кенан і Кел (серіал);[94]
- 2003 — Джинжер;[95]
- 2005—2006: Губка Боб Квадратні Штани.

Блок Nickelodeon на Новому каналі (2001—2015)
- 2001—2015: Губка Боб Квадратні Штани;[96][97]
- 2001—2003: КітПес;[96]
- 2001: Дика сімейка Тонберів;[96]
- 2001: Шоу Рена та Стімпі;[98]
- 2001—2008, 2012—2013, 2023: Злюки бобри;[99]
- 2002, 2004, 2006: Ракети;[100]
- 2002: Невгамовні;
- 2004—2015: Пригоди Джимі Нейтрона;
- 2012: Пінгвіни Мадагаскару;
- 2013: Черепашки Ніндзя (2012);
- 2013: Панда Кунг-Фу: Легенди крутості.

Блок Nickelodeon на телеканалі Кіно (2007—2011)
- 2009: КітПес;
- 2009: Пригоди Джиммі Нейтрона;
- 2009: Злюки бобри;
- 2009: Гей, Арнольде!;
- 2009: Шоу Рена та Стімпі;
- 2010: Життя робота-підлітка;
- 2010: Денні-Фантом;
- 2010: Каппа Майкі;
- 2010: Ракетна міць;
- 2010: Дивакуваті родичі.

Блок Nickelodeon на телеканалі СТБ (2010)
- Губка Боб Квадратні Штани;
- Пінгвіни Мадагаскару.

Блок Nickelodeon на телеканалі QTV (2010—2017)
- Губка Боб Квадратні Штани;
- Пінгвіни Мадагаскару.

Блок Nickelodeon на телеканалі ТЕТ (2018—2023)
- Губка Боб Квадратні Штани;
- Пінгвіни Мадагаскару;
- Панда Кунг-Фу: Легенди крутості;
- Монстри проти прибульців;
- Елвін і бурундуки;
- Шалені кролики. Вторгнення;
- Смурфики;
- Дора-мандрівниця;
- Вперед, Дієго!.

Блок Nickelodeon на телеканалі ПлюсПлюс (з 2014)
- Губка Боб Квадратні Штани;[101]
- Блиск і монстромашини;
- Місія «Блейк»;
- Бульки Гуппі;
- Сантьяґо та його моря;
- Елвін і бурундуки;
- Маленьке королівство Бена та Холлі;
- Ні Хао, Кай-Лан;
- Дора і друзі: пригоди у місті;
- Команда Умізумі;
- Смурфики;
- Щенячий патруль;
- Дора-мандрівниця;[102]
- Шимер і Шайн;
- Літтл Чармерс;
- Нелла — принцеса-лицар;
- 44 коти;
- Еббі Хетчер;
- Пінгвіни Мадагаскару;
- Панда Кунг-Фу: Легенди крутості;
- Пригоди Паддінгтона;
- Смурфики 2021;
- Монстр хай;
- Рев і рамбл;
- Свинка Пеппа;
- Расті-механік.

Блок Nickelodeon на телеканалі Comedy Central Україна (2023—2024)
- КітПес;
- Невгамовні;
- Справжні монстри;
- Злюки бобри;
- Ракетна міць;
- Дика сімейка Торнбері;
- Сучасне життя Рокко;
- Рен та Стімпі;
- Гей, Арнольде!.

Блок Nickelodeon на телеканалі Піксель TV (з 2022)
- Місія блейк;
- Блиск та монстромашини;
- Сантьяго та його моря.

1 червня 2023 року на каналі Nickelodeon запрацювала українськомовна доріжка. Українською мовою озвучено усі міжпрограмні блоки (анонси шоу із зазначенням київського часу) та майже весь контент. Першими шоу, які вийшли українською стали «Щенячий патруль», «Смурфики», «Табір Корал», «Касагранде», «Небезпечна сила», «Небезпечний Генрі», «Грізна сімейка», «Шоу Патріка Зірки», «Губка Боб Квадратні Штани», «Елвін і бурундуки», «Сантьяго та його моря», «Великий Нейт».

## Nickelodeon в інших країнах
З 1993 по 1995 рік Nickelodeon відкрив міжнародні канали для Великобританії, Австралії та Німеччини. Через рік мережа здійснювала мовлення вже у 70 країнах світу. З середини 1990-х і початку 2000-х років Nickelodeon як бренд суттєво розширився, випускаючи канали з урахуванням мовних та культурних відмінностей для різних країн та територій по всьому світу, включаючи Європу, Азію, Океанію та Канаду, також ліцензував деякі свої твори англійською та інших місцевих мов. У 2017 році компанія Nickelodeon створила звукові доріжки латиською, литовською та естонською для Латвії, Литви та Естонії. У 2022 році компанія Nickelodeon розпочала телемовлення в Казахстані під назвою Nickelodeon HD.

## Кіберспорт
29 червня 2017 року Nickelodeon інвестував 15 мільйонів доларів у організацію «Super League Gaming». «Nickelodeon цікавиться кіберспортом, тому що ігри ― важлива частина життя для дітей сьогодні», ― повідомив віце-президент цифрового бізнес-підрозділу компанії Меттью Еванс (Matthew Evans).

## Програми

### Анімаційні серіали
- Губка Боб Квадратні Штани (1999 — дотепер);
- Дивакуваті родичі (2001—2017);
- КітПес (1998—2005);
- Весела ферма (2007—2010);
- Сучасне Рокове життя (1992—1996);
- Гей, Арнольде! (1996—2004);
- Черепашки-ніндзя (2012—2017);
- Санджей і Крейг (2013—2017);
- Невгамовні (1991—2004);
- Шоу Рена та Стімпі (1991—1994);
- Робот і Монстер (2012—2015);
- Турбо Пес (2010—2015);
- Клуб Вінкс: Школа чарівниць (2004—2019);
- Елвін і бурундуки (2015—2023);
- Харві Бікс (2015—2016);
- Get Blake!;
- Літтл Чармерс (12 січня 2015 — 15 квітня 2017);
- Гучний дім (2 травня 2016 — дотепер);
- Касагранде (14 жовтня 2019 — 30 вересня 2022).